# Rose Liechtenstein
Rose Liechtenstein (26 de marzo de 1887 – 22 de diciembre de 1955) fue una actriz de cine y teatro alemana durante la época del cine mudo. También era acreditada como Rose Lichtenstein.

## Vida
Rose Liechtenstein nació en Prusia Occidental en 1887. Se formó en la escuela Marie Seebach antes de trasladarse a Meiningen en 1909, donde comenzó su carrera. Compromisos en Düsseldorf, Mannheim, Berlín y Nueva York. A partir de 1915, Liechtenstein actuó en cines en los territorios ocupados por los alemanes en Bélgica y Francia. A partir de 1916 también estuvo activa en el negocio del cine.

## Carrera
Entre las primeras películas de Liechtenstein hay que mencionar "Arme Eva Maria" (1916), "Der eiserne Wille" (1917), "Don Juans letztes Abenteuer" (1918), "Die Japanerin" (1919) y "Das Herz des Casanova" (1919). En la década de 1920 apareció en muchas producciones, las más conocidas son: "Dämmernde Nächte" (1920), "Moral" (1920), "Wie das Mädchen aus der Ackerstrasse die Heimat fand" (1921), "Die Tigerin" (1922). Además de una serie de diferentes tipos de películas mudas, Liechtenstein desempeñó papeles en las películas de Fritz Lang "Nibelungen. Parte 2" y en "Metropolis". Ella también jugó en su primera película sonora "M - Eine Stadt sucht ein Mörder", su última película antes de la emigración.
Además de su trabajo teatral, Liechtenstein también hizo apariciones como invitada en la radio de Berlín en los años 20. Fue la oradora en producciones radiofónicas de la "Berliner Funk-Hour", por ejemplo en 1929 en "Straßenmann" de Hermann Kesser, dirigida por Alfred Braun.
En 1932, el almanaque "Künstler am Rundfunk" dedicó una página a Liechtenstein en la que se escribió: "Rose Liectenstein actuó en numerosos escenarios en su país y en el extranjero. Ella es una invitada frecuente en el Berliner Funk-Hour. Ama su casa y sus gatos, tiene cuatro de ellos.
Como artista de origen judío, huyó de la Alemania nazi a Palestina en 1933. En 1944, Liechtenstein formó parte del equipo fundador de Teatron Kameri en Tel Aviv. Allí se convirtió en "la Adele Sandrock israelí".
Rose Liechtenstein murió en Tel Aviv en 1955 a la edad de 68 años.

## Filmografía
| - 1916: Arme Eva Maria - 1916: Freitag, der 13. Das unheimliche Haus. 2. Teil - 1917: Der eiserne Wille - 1917: Die zweite Frau - 1918: Don Juans letztes Abenteuer - 1919: Dämmernde Nächte - 1919: Das Gebot der Liebe - 1919: Das Geheimnis des Amerika-Docks - 1919: Das Herz des Casanova - 1919: Der Mädchenhirt (de Egon Erwin Kisch) - 1919: Die Bodega von Los Cuerros - 1919: Die Braut des Cowboy - 1919: Die Diamanten des Zaren | - 1919: Die Japanerin - 1919: Die Toten kehren wieder. Enoch Arden - 1919: Der Würger der Welt - 1920: Moral - 1920: Seine drei Frauen - 1921: Die rätselhafte Zwölf - 1921: Wie das Mädchen aus der Ackerstraße die Heimat fand. (Das Mädchen aus der Ackerstraße, 3. Teil) - 1922: Die Tigerin - 1922: Der Passagier in der Zwangsjacke - 1922: Im Glutrausch der Sinne. 2. Die geschminkte Frau - 1924: Die Nibelungen - 1927: Metropolis - 1931: M |